# Гуанжао
Гуанжа́о (кит. упр. 广饶, пиньинь Guǎngráo) — уезд городского округа Дунъин провинции Шаньдун (КНР).

## История
Уезд с таким названием существовал в этих местах ещё при империи Западная Хань, но при империи Восточная Хань был расформирован.
При империи Цзинь в 311 году уезд Гуанжао был создан вновь. При империи Суй уезд был переименован в Цяньчэн (千乘县), а во времена чжурчжэньской империи Цзинь в 1138 году получил название Лэань (乐安县).
После Синьхайской революции было проведено упорядочение названий административных единиц в Китае. Так как оказалось, что в провинции Цзянси также имеется уезд с названием «Лэань», уезду в провинции Шаньдун было возвращено древнее название Гуанжао.
В 1950 году был образован Специальный район Хуэйминь (惠民专区), и уезд вошёл в его состав. В 1958 году Специальный район Хуэйминь был объединён с городом Цзыбо в Специальный район Цзыбо (淄博专区). В 1961 году Специальный район Хуэйминь был восстановлен, и уезд Гуанжао вновь вошёл в его состав. В 1967 году Специальный район Хуэйминь был переименован в Округ Хуэйминь (惠民地区).
В 1983 году из округа Хуэйминь был выделен городской округ Дунъин, и уезд вошёл в его состав. В 1984 году часть территорий уезда была передана в состав новообразованных городских районов.

## Административное деление
Уезд делится на 2 уличных комитета и 7 посёлков.

## Экономика
Гуанжао — крупнейший в Китае центр производства автомобильных шин и резиновых шлангов (заводы Huasheng Rubber Group и Yongsheng Rubber Group). В 2024 году уезд произвёл 177 млн радиальных шин, из которых 86,6 % отправились на экспорт; доходы от экспорта составили 25,95 млрд юаней (около 3,6 млрд долл. США). В уезде регулярно проводится Китайская международная выставка резиновых шин и автомобильных аксессуаров.

## Достопримечательности
На территории уезда расположены древний храм Гуаньди (广饶关帝庙大殿) и стоянка первобытных людей Фуцзя (傅家遗址). Оба эти объекта находятся в списке Охраняемых памятников КНР.